# Usine de pâte à papier de Kistefos

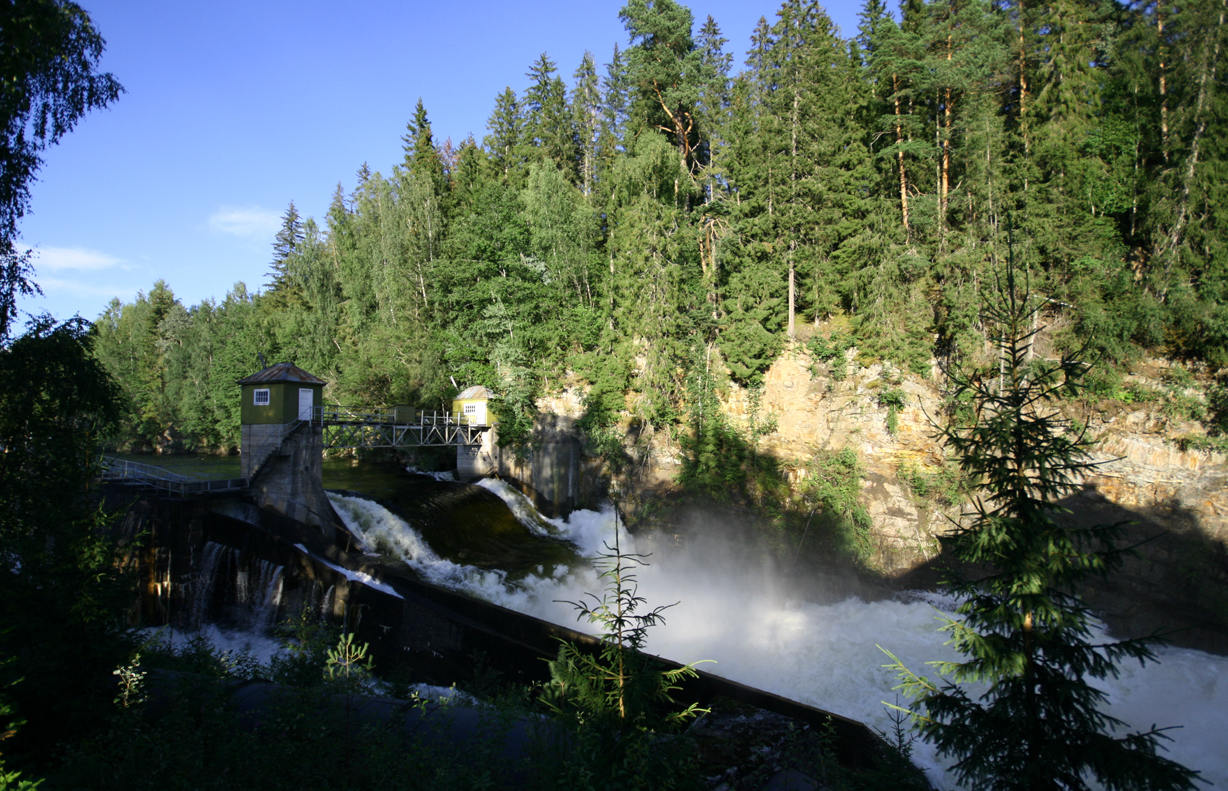
Kistefoss dans le Randselva

Kistefos Træsliberi a été fondée en 1899 près de la cascade Kistefoss sur la rivière Randselva dans la kommune de Jevnaker en Norvège.
Elle comprend une ancienne usine de pâte à papier et des installations hydroélectriques situées à quelques minutes en voiture de la verrerie Hadeland Glassverk. L'usine est désormais fermée et a été reconvertie par Christen Sveeas, petit-fils des fondateurs, en musée industriel et artistique. Son parc accueille 46 sculptures contemporaines et une nouvelle aile, The Twist accueille des expositions temporaires.

## Histoire
Kistefos Træsliberi a été fondée le 27 juin 1889 par le consul Anders Sveaas et a fonctionné de 1890 à 1955 où les activités ont été transférées aux usines de Follum, dans la kommune voisine de Ringerike. Kistefos Træsliberi s'était alors engagée à fournir électricité et bois contre une participation aux bénéfices en plus du prix de marché. Une mésentente familiale conduit à la vente de l'entreprise à A/S Viul Tresliperi en 1983, elle aussi établie dans la municipalité de Ringerike. 
Les stations hydroélectriques sont vendues en 1991 à la société de production d'énergie municipale. Quelque 85 % des actions de A/S Kistefos Træsliberi sont ensuite vendues en 1993 à Christen Sveaas, un petit-fils du fondateur. Il possède désormais la société aux côtés de 40-50 autres actionnaires. 

### Fonctionnement
Les énormes pierres destinées à broyer le bois étaient directement entraînées par des turbines à eau, elles-mêmes alimentées par la cascade Kistefoss. L'énergie était transmise par un important système d'axes traversant les locaux de l'usine de part en part. Les deux derniers broyeurs fonctionnaient à l'électricité. Kistefos fut à cet égard précurseur dans l'électrification, tant de la production que des logements. 
Le bois broyé à Kistefos était principalement issu des forêts de la société dans le district de Land et était charrié sur le lac Randsfjord, flottant de la partie supérieure de la rivière Randselva jusqu’à l'usine. La pâte à papier était ensuite transportée par téléphérique jusqu'à Sandsmoen sur la ligne de Randsfjord.

## Musée Kistefos
A/S Kistefos Træsliberi possède toujours de grandes propriétés forestières (17 600 hectares), est active dans l'industrie du bois dont la menuiserie, et conduit des investissements financiers via une filiale. La société possède aussi les terrains autour de la cascade Kistefoss et était responsable de la restauration des bâtiments de l'usine.
À partir de 1996, cette responsabilité est prise en charge par la fondation Kistefos-Museet nouvellement créée grâce à des dons de Christen Sveaas et la municipalité de Jevnaker. 

Le parc de sculptures modernes du musée de Kistefos ouvre en 1999 autour des bâtiments de l'ancienne usine. Il abrite la collection d’œuvres contemporaines dont Christen Sveeas a fait don à la fondation.

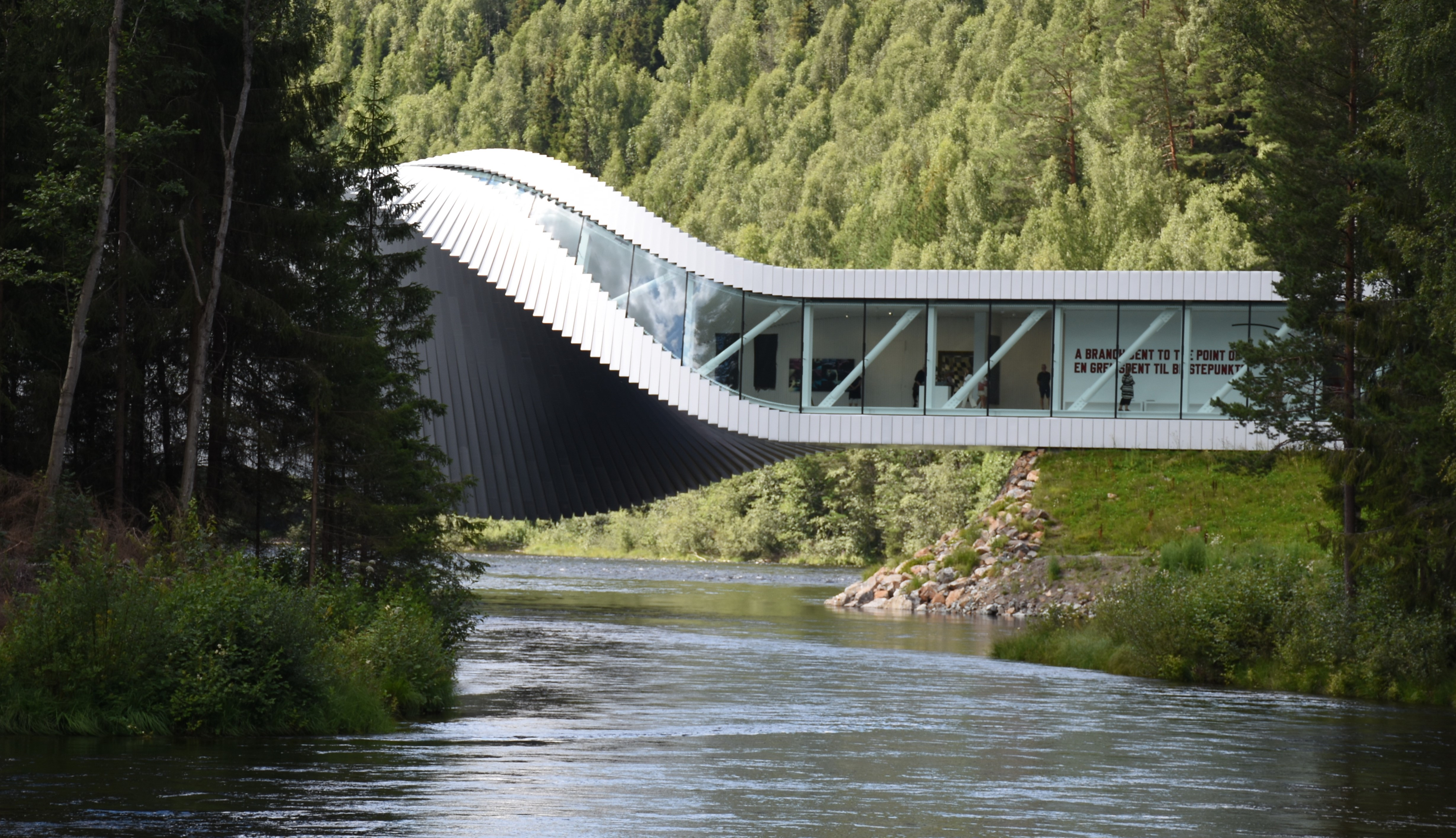
The Twist, bâtiment dédié aux expositions temporaires

Parmi les sculptures du parc figurent des œuvres de Tony Cragg, Ilya Kabakov, Jeppe Hein, Anish Kapoor, Olafur Eliasson, Fernando Botero et des artistes norvégiens Per Inge Bjørlo, Marianne Heske, Anne-Karin Furunes, Siri Bjerke, Kjell Nupen, Bjarne Melgaard, Kristian Blystad, Nico Widerberg, Nils Aas et Ståle Kyllingstad.
Le bâtiment The Twist a été inauguré en 2019 et est construit comme un pont surmontant la rivière Randselva. Il est aussi destiné à accueillir des expositions d'art contemporain et son architecture a été saluée par le New York Times.